# جاشوا کازیمیر
جاشوا کازیمیر (فرانسوی: Josué Casimir‎؛ زادهٔ ۲۴ سپتامبر ۲۰۰۱) بازیکن فوتبال اهل فرانسه است.
وی همچنین در تیم ملی فوتبال گوادلوپ بازی کرده‌است.